# آخی‌جهان
آخی‌جهان یکی از روستاهای استان آذربایجان شرقی است که در دهستان قاضی‌جهان بخش حومه شهرستان آذرشهر واقع شده‌است.
آخی‌جهان قطب خشکبار آذربایجان به شمار می‌رود. 